# Papa Anaclet
Papa Anaclet (n. 25 d.Hr., Roma, Imperiul Roman – d. anii 90 d.Hr., Roma, Imperiul Roman) a fost al treilea papă roman (după Sf. Petru și Sf. Lin).

## Izvoarele pontificatului
Anaclet (Clet I) a urmat după sf. Lin, conform listei de papi ce s-a păstrat de la sf. Irineu (cf. Adversus haereses, III,3). Lista redată de Eusebiu din Cezareea (cf. Historia ecclesiastica, III,13; V,6) prezintă aceeași succesiune, fiind astfel al 3-lea pe lista papilor. Acești doi scriitori reprezintă tradiția cea mai antică și credibilă.
Anii pontificatului său sunt incerți: 76-88 sau 79-90.
Nu sunt date cu privire la viața lui înainte de pontificat. Tradiția susține că Anaclet era de origine romană și descendent din „pretorieni”.
Convertit la creștinism, el ar fi donat toate averile sale împreună cu disponibilitatea sa totală cauzei creștine; până la martiriu, îndurat sub Domițian, care voia „să suprime noua credință religioasă cu o filosofie de viață contrare” felului de viață din acea perioadă, se înțelege.

## Numele
Numele de Anaclet (Άνέγκλητος), care apare în câteva scrieri antice, este abreviat în Clet (Κλη̃τος): îl găsim scris astfel la sf. Epifan, Rufin din Aquileia și în alte documente ulterioare. Cercetătorii consideră că este probabil ca un exemplar al listei antice care conținea numele de Clet a fost corectat cu adăugarea lui Anaclet pe margine, alăturat lui Clet. Mai apoi, un copist a introdus cele două nume – fie din necunoaștere de cauză, fie din prea mare scrupul – în corpul listei. Așa s-a produs apariția a doi papi: Clet și Anaclet, transcriere pe care o regăsim apoi în Catalogul Liberian și în Liber Pontificalis.
Numele lui în formă latină: Anacletus – mai exact Anencletus – corespunde unui adjectiv grecesc (cum se poate vedea mai sus), care înseamnă «ireproșabil». Faptul că sf. Paul cere ca „episcopul să fie ireproșabil” (cf. Tit 1,7), i-a făcut pe unii istorici moderni să dubiteze, fără motiv, de existența lui. Acest nume însă era deseori folosit printre sclavi, și aceasta poate oferi un indiciu asupra originii sale sociale.

## Cronologia pontificatului
Cronologia pontificatului său este incertă.
Eusebiu din Cezareea (Historia ecclesiastica, III, 15), plasează moartea lui în anul al 12-lea al domniei lui Domițian și fixează la 12 ani perioada episcopatului său: urmând aceste indicii, unii istorici consideră ca aproximativi anii 79-91/92.
Liber pontificalis îi precizează originea greacă: «e patre Antiocho», născut însă la Atena și mai adaugă faptul că din recunoștință față de sf. Petru a ridicat un monument (memoria) pe mormântul Apostolului.

## Pseudoclementinele
Scrisorile atribuite lui de pseudo-Isidor și publicate în Patrologia editată de Migne (cf. P.G. 2,789 ș.u.; P.L. 130, 59 ș.u.), categoric, nu-i aparțin.
Martirologium romanum face și el două personaje, dând fiecăruia câte o sărbătoare:
Clet – 26 aprilie;
Anaclet – 13 iulie, (dată păstrată și după reforma liturgică),
făcându-i pe ambii martiri.

## Reforma bisericească
Reforma bisericească de după Conciliul al II-lea din Vatican, rectifică această dublare și, drept urmare, în actualele ediții ale Anuarului pontifical nu mai apare decât unul singur cu o notă explicativă.
Tot lipsită de temei este considerată de istorici și tradiția care susține că el ar fi hirotonit pentru Roma 25 de preoți.
Numele lui figurează în Canonul Roman al Liturghiei (Rugăciunea Euharistică I) alături de cel al lui „Lin, Anaclet, Clement, Xist, ...”